# See Me
| Críticas profissionais | Críticas profissionais |
| Avaliações da crítica  | Avaliações da crítica  |
| Fonte                  | Avaliação              |
| ---------------------- | ---------------------- |
| Allmusic               | 3 de 5 estrelas.       |

See Me é um álbum do músico britânico Ronnie Lane. Lançado em 1979, trata-se de seu último trabalho de estúdio após ter sido diagnosticado com esclerose múltipla.

## Faixas
1. "One Step" (Alun Davies / Ronnie Lane) - 3:34
2. "Good Ol' Boys Boogie" (Ronnie Lane) - 3:31
3. "Lad's Got Money" (Ronnie Lane) - 4:57
4. "She's Leaving" (Alun Davies / Ronnie Lane) - 3:41
5. "Barcelona" (Eric Clapton / Ronnie Lane) - 5:15
6. "Kuschty Rye" (Ronnie Lane) - 4:10
7. "Don't Tell Me Now" (Ronnie Lane) - 2:52
8. "You're So Right" (Ronnie Lane) - 2:22
9. "Only You" (Ronnie Lane) - 4:03
10. "Winning With Women" (Ronnie Lane) - 4:08
11. "Way Up Yonder" (tradicional) - 2:50

## Créditos
- Ronnie Lane – guitarra, baixo, bateria, vocais
- Henry McCullough – guitarra, piano
- Eric Clapton – guitarra em "Barcelona"
- Alun Davies – guitarra, guitarra rítmica
- Cal Batchelor – guitarra
- Steve Simpson – bandolim, fiddle
- Charlie Hart – violino, baixo, fiddle, piano
- Chrissy Stewart – baixo
- Brian Belshaw – baixo
- Bruce Rowland – bateria
- Billy Livsey – órgão, piano
- Carol Grimes – vocais de apoio